# Washington (Sussex de l'Ouest)
Pour les articles homonymes, voir Washington.
Washington  est un village et une municipalité de Horsham dans le Sussex de l'Ouest en Angleterre. Il se trouve a 8 km (5mi) à l'ouest de Steyning et à 4,8 km (3mi) à l'est de Storrington entre Horsham et Worthing. La population s'élevait à 1 930 personnes en 2001.
L'église est dédiée à sainte Marie.

## Histoire
Les traces d'occupation de la région de Washington datent de l'âge du fer. Le Chanctonbury Ring, un castro se trouvant sur la Chanctonbury Hill dans les South Downs et qui culmine à 238 mètres, en est l'exemple.
En 946, le roi Edred d'Angleterre accorda le manoir de Washington à Ethelwold. Les limites de ce manoir constituent ce qui deviendra plus tard les limites du village. 
En 1066, le manoir fut donné à Gyrth Godwinson, le frère du roi Harold II d'Angleterre.
En 1805, le sommet fut utilisé comme station de balise lors de la célébration de la victoire de l'Amiral Nelson lors de la Bataille de Trafalgar.
En 1866, 3000 pièces saxonnes datant des rois Édouard le Confesseur et Harold furent trouvées aux pieds de la Chanctonbury Hill.

## Géographie
La ville se trouve à 50° 54′ 10,73″ N, 0° 24′ 22,82″ O et couvre une superficie de 12 km2.
Le village se trouve au pied de l'escarpement des South Downs.

## Démographie
Les 1 930 personnes se répartissaient en 703 ménages, dont 820 étaient actifs économiquement.

## Personnes notables
- John Ireland a vécu les dernières années de sa vie dans un moulin à vent à Washington.

## Référence
- (en) Cet article est partiellement ou en totalité issu de l’article de Wikipédia en anglais intitulé « Washington, West Sussex » (voir la liste des auteurs).